# ۶۴۸ (پیش از میلاد)
۶۴۸ (پیش از میلاد) ۶۴۸مین سال قبل از تقویم میلادی است.